# Kamaron
Kamaron é uma cidade da Serra Leoa.